# Maypacius vittiger
Maypacius vittiger är en spindelart som beskrevs av Simon 1898. Maypacius vittiger ingår i släktet Maypacius och familjen vårdnätsspindlar.
Artens utbredningsområde är Madagaskar. Inga underarter finns listade i Catalogue of Life.